# Марна (Верхня Савоя)
Марна́ (фр. Marnaz) — муніципалітет у Франції, у регіоні Овернь-Рона-Альпи, департамент Верхня Савоя. Населення — 5827 осіб (01.01.2021).
Муніципалітет розташований на відстані близько 450 км на південний схід від Парижа, 135 км на схід від Ліона, 35 км на північний схід від Ансі.

## Історія
До 2015 року муніципалітет перебував у складі регіону Рона-Альпи. Від 1 січня 2016 року належить до нового об'єднаного регіону Овернь-Рона-Альпи.

## Демографія
Динаміка населення (Ehess і INSEE ):

## Економіка
2010 року серед 3337 осіб працездатного віку (15—64 років) 2603 були активними, 734 — неактивними (показник активності 78,0%, у 1999 році було 74,5%). З 2603 активних мешканців працювало 2358 осіб (1297 чоловіків та 1061 жінка), безробітними було 245 (110 чоловіків та 135 жінок). Серед 734 неактивних 260 осіб було учнями чи студентами, 201 — пенсіонерами, 273 були неактивними з інших причин.